# Lance Krall
Lance Krall est un acteur, producteur, monteur, scénariste et réalisateur américain né le 9 décembre 1970 à Monterey, Californie (États-Unis).

## Filmographie partielle

### Comme acteur
- 2000 : The Cindy Margolis Show (série télévisée)
- 2001 : The Downer Channel (série télévisée) : Various
- 2002 : Made-Up : Simon
- 2002 : Juwanna Mann : Asian Guy
- 2003 : Hotel (TV) : Orlando Vargas
- 2003 :  Monk - (série télévisée) - Saison 2, épisode 4 (Monk va au cirque (Mr. Monk Goes to the Circus) ) : Floppy the Clown
- 2003 : No Regrets : Guy
- 2003 : Party Animals : Lance
- 2005 : The Life Coach : Larry Dibner
- 2005 : The Lance Krall Show (série télévisée) : Various

### Comme producteur
- 2003 : Party Animals
- 2005 : The Lance Krall Show (série télévisée)

### Comme monteur
- 2003 : Party Animals
- 2005 : The Lance Krall Show (série télévisée)

### Comme scénariste
- 2003 : Party Animals
- 2017 : Escale à trois (The Layover) de William H. Macy

### Comme réalisateur
- 2003 : Party Animals
- 2005 : The Lance Krall Show (série télévisée)